# Тидибский сельсовет
Тидибский сельсовет — административно-территориальная единица и муниципальное образование со статусом сельского поселения в Шамильском районе Дагестана Российской Федерации.
Административный центр — село Тидиб.

## История
Тидибский сельсовет был образован Постановлением Президиума ЦИК ДАССР от 6.10.1929 г. за счёт разукрупнения Урадинского сельсовета.
Постановлением ПВС ДАССР от 8.02.1947 г. присоединена территория упраздненного Дагбашского сельсовета.
Указом ПВС ДАССР от 22.11.1954 г. присоединено село Накитль из Урадинского сельсовета.
Статус и границы сельского поселения установлены Законом Республики Дагестан от 13 января 2005 года № 6 «О статусе и границах муниципальных образований Республики Дагестан».

## Население
| 2002  | 2010  | 2012  | 2013  | 2014  | 2015  | 2016  |
| ----- | ----- | ----- | ----- | ----- | ----- | ----- |
| 1273  | ↗1285 | ↘1265 | ↘1264 | ↘1256 | →1256 | ↗1262 |
| 2017  | 2018  | 2019  | 2020  | 2021  | 2023  | 2024  |
| ↘1258 | ↗1275 | ↗1276 | ↗1284 | ↗1764 | ↗1819 | →1819 |
| 2025  |       |       |       |       |       |       |
| ↗1848 |       |       |       |       |       |       |

## Состав
| № | Населённый пункт | Тип населённого пункта       | Население |
| - | ---------------- | ---------------------------- | --------- |
| 1 | Накитль          | село                         | ↘80       |
| 2 | Тидиб            | село, административный центр | ↗1684     |